# Торренуева (Сьюдад-Реаль)
Торренуева (ісп. Torrenueva) — муніципалітет в Іспанії, у складі автономної спільноти Кастилія-Ла-Манча, у провінції Сьюдад-Реаль. Населення — 2991 особа (2010).
Муніципалітет розташований на відстані близько 200 км на південь від Мадрида, 60 км на південний схід від Сьюдад-Реаля.

## Демографія
Динаміка населення (INE ):